# Spilosoma albescens
Spilosoma albescens är en fjärilsart som beskrevs av Barend J. Lempke 1961. Spilosoma albescens ingår i släktet Spilosoma och familjen björnspinnare. Inga underarter finns listade i Catalogue of Life.